# Die Marionetten der Fürstin
Die Marionetten der Fürstin ist ein deutsches Stummfilmmelodram von und mit Friedrich Zelnik aus dem Jahre 1923. Weitere Hauptrollen spielen Erich Kaiser-Titz und Gertrud Welcker.

## Handlung
Der russische Fürst Cyrill Yriade verliebt sich in die Theaterschauspielerin Sylvette Romy, und obwohl sie die Geliebte des Kollegen Sargent ist, lässt sie sich vom Fürsten, den sie eigentlich gar nicht liebt, zum Traualtar führen. Trotz der in London geschlossenen Ehe kann die neue Fürstin nicht von ihrem einstigen Freund lassen und setzt, jedes Mal wenn der Fürst außer Haus ist, diese Liaison fort. Djali, der treu ergebener Diener des Fürsten, bemerkt die Untreue der Fürstin und informiert seinen Herrn. Daraufhin überrascht dieser das Liebespaar in flagranti. Außer sich vor Zorn, schießt Fürst Cyrill schießt kurzerhand nieder. Sylvette flieht in einem Zustand des Schocks und der Verwirrung aus der Villa und plaudert gegenüber einem Fremden die Geschehnisse aus. Daraufhin rückt die Polizei im Fürstenhaus an. Der Fürst erklärt, er wisse von keinem Mord, und tatsächlich wird der tote Sargent daheim in seinem Bett (wohin ihn zwischenzeitlich Djali verfrachtet hatte) mit einem Abschiedsbrief aufgefunden. Der Mord „verwandelt“ sich dadurch zum angeblichen Selbstmord, und die Gattin erscheint als nervlich überlastet.
Fürst Cyrill ist noch immer verrückt nach seiner Gattin und will trotz ihrer Untreue auch weiterhin nicht von ihr lassen. Er „entführt“ sie in den Kaukasus, wo er Sylvette fortan wie eine Gefangene hält. Schließlich übergibt er ihr ein Schreiben, in dem er seine Tat gesteht, und bringt sie nach London zurück. Damit liefert er sich seiner Frau freiwillig aus und wird, wie schon einst ihr Liebhaber, zu Sylvettes titelgebender Marionette. Doch Djali will seinen verehrten Herrn nicht einfach so untergehen sehen und übergibt der Fürstin den brieflichen Nachlass des Toten. Dem entnimmt Sylvette, dass Sargent neben ihr noch einen Liebhaber hatte, sprich: dass er auch sie betrogen habe. Doch da taucht plötzlich Sargents Bruder bei der Polizei auf und streut Zweifel an der bisher akzeptierten Selbstmord-Version. Man rollt den Fall neu auf und will nur den Fürsten verhaften. Sylvette hat angesichts der schriftlichen Fundstücke Zweifel an der Liebe ihres toten Ex bekommen und entdeckt, dass sie ihren Gatten doch liebt. Als Akt ultimativer Ergebenheit tötet sich Djali mit einem Dolch selbst und gesteht im Augenblick des Sterbens, dass er Sargents Mörder gewesen sei.

## Produktionsnotizen
Die Marionetten der Fürstin passierte die Filmzensur am 5. Juli 1923 und wurde in Österreich erstmals im Oktober desselben Jahres gezeigt. Für Berlin ist die Premiere am 9. Januar 1924 feststellbar. Der Fünfakter besaß eine Länge von 1960 Metern und wurde mit Jugendverbot belegt. 

## Kritiken
Im Kino-Journal heißt es: „Dieses Spiel der Leidenschaften in der mondänen Sphäre, die erotische Stimmung und die durch ausdrucksvolles Spiel lebendig wirkenden Personen machen in der Tat jede Wortvermittlung überflüssig.“
Das Salzburger Volksblatt schrieb: „Friedrich Zelnik … hat als Regisseur einen vorzüglichen Blick für das Wirksame. Auch die Wahl des Sujets dieses Filmspieles spricht dafür, in dem Liebe und Haß die treibenden Elemente bilden. (…) Unglaubhafter ist Zelnik als Schauspieler.“